# Liste der Countys in Virginia

Countys und Städte von Virginia, nach Gründungsjahr

Der US-Bundesstaat Virginia ist in 95 Countys unterteilt, hinzu kommen 39 Unabhängige Städte (independent cities), die zugleich Stadt und County sind. Die Countys des 1788 gegründeten Bundesstaates sind vergleichsweise kleinräumig. Damit war es auch zur Gründungszeit möglich, in einem Tag zum County-Seat (Hauptort) und zurück zu reisen.

## Countys
| County                | FIPS-Code | County Seat             | Gegründet | Errichtet aus | Etymologie | EW-Zahl   | Fläche                | Karte                                        |
| --------------------- | --------- | ----------------------- | --------- | --- | --- | --------- | --------------------- | -------------------------------------------- |
| Accomack County       | 001       | Accomac                 | 1663      | Accomac Shire wurde 1634 als eines der ersten Shires von Virginia errichtet. 1642 änderte der Name in Northampton County, was später aufgeteilt wurde. Der nördliche Teil hieß seit 1663 Accomac County – später mit „k“ geschrieben. | Vom indianischen Wort Accawmack, das „auf der anderen Seite“ (der Chesapeake Bay) bedeutet                       | 32.973    | 1.178 km² (455 sq mi) | State map highlighting Accomack County       |
| Albemarle County      | 003       | Charlottesville         | 1744      | Aus Goochland County. | Willem van Keppel, 2. Earl of Albemarle, Gouverneur der Kolonialzeit                                             | 105.703   | 1.873 km² (723 sq mi) | State map highlighting Albemarle County      |
| Alleghany County      | 005       | Covington               | 1822      | Bath, Botetourt und Monroe County (heute West Virginia) | Alleghany Mountains                                                                                              | 15.677    | 1.155 km² (446 sq mi) | State map highlighting Alleghany County      |
| Amelia County         | 007       | Amelia                  | 1735      | Brunswick und Prince George Countys | Prinzessin Amelia Sophia, zweite Tochter von Georg II.                                                           | 12.903    | 925 km² (357 sq mi)   | State map highlighting Amelia County         |
| Amherst County        | 009       | Amherst                 | 1761      | Aus Albemarle county | Jeffery Amherst, britischer Eroberer Quebecs während des Siebenjährigen Kriegs                                   | 31.914    | 1.230 km² (475 sq mi) | State map highlighting Amherst County        |
| Appomattox County     | 011       | Appomattox              | 1845      | Aus Buckingham, Campbell, Charlotte und Prince Edward Countys | Appomattox River                                                                                                 | 15.414    | 865 km² (334 sq mi)   | State map highlighting Appomattox County     |
| Arlington County      | 013       | Arlington               | 1846      | Annexiert aus dem District of Columbia | Arlington House, The Robert E. Lee Memorial, ursprünglich Alexandria County; umbenannt 1920                      | 229.164   | 67 km² (26 sq mi)     | State map highlighting Arlington County      |
| Augusta County        | 015       | Staunton                | 1738      | Aus Orange County | Augusta von Sachsen-Gotha-Altenburg, Princess of Wales                                                           | 74.314    | 2.515 km² (971 sq mi) | State map highlighting Augusta County        |
| Bath County           | 017       | Warm Springs            | 1791      | Aus Augusta, Botetourt und Greenbrier Countys | Bath, England | 4.470     | 1.378 km² (532 sq mi) | State map highlighting Bath County           |
| Bedford County        | 019       | Bedford                 | 1754      | Aus Lunenburg County | John Russell, 4. Duke of Bedford, britischer Politiker und Unterhändler beim Frieden von Paris                   | 77.724    | 1.955 km² (755 sq mi) | State map highlighting Bedford County        |
| Bland County          | 021       | Bland                   | 1861      | Aus Giles, Tazewell, und Wythe Countys | Richard Bland | 6.561     | 930 km² (359 sq mi)   | State map highlighting Bland County          |
| Botetourt County      | 023       | Fincastle               | 1770      | Aus Augusta county. | Norborne Berkeley, 4. Baron Botetourt, Gouverneur                                                                | 33.347    | 1.406 km² (543 sq mi) | State map highlighting Botetourt County      |
| Brunswick County      | 025       | Lawrenceville           | 1720      | Aus Prince George county. Teile von Surry und Isle of Wight Countys wurden 1732 hinzugefügt | Herzogtum Braunschweig-Lüneburg, Herkunft britischer Monarchen                                                   | 16.698    | 1.466 km² (566 sq mi) | State map highlighting Brunswick County      |
| Buchanan County       | 027       | Grundy                  | 1858      | Aus Russell und Tazewell Countys | James Buchanan, fünfzehnter US-Präsident                                                                         | 22.776    | 1.305 km² (504 sq mi) | State map highlighting Buchanan County       |
| Buckingham County     | 029       | Buckingham              | 1761      | Aus Albemarle County | Buckinghamshire, England                                                                                         | 17.032    | 1.505 km² (581 sq mi) | State map highlighting Buckingham County     |
| Campbell County       | 031       | Rustburg                | 1782      | Aus Bedford County | William Campbell, General im Unabhängigkeitskrieg                                                                | 55.086    | 1.305 km² (504 sq mi) | State map highlighting Campbell County       |
| Caroline County       | 033       | Bowling Green           | 1728      | Aus Essex, King und Queen, und King William Countys | Caroline von Brandenburg-Ansbach, Frau Georgs II.                                                                | 29.984    | 1.380 km² (533 sq mi) | State map highlighting Caroline County       |
| Carroll County        | 035       | Hillsville              | 1842      | Aus Grayson county | Charles Carroll of Carrollton                                                                                    | 29.724    | 1.233 km² (476 sq mi) | State map highlighting Carroll County        |
| Charles City County   | 036       | Charles City            | 1634      | Kolonialabteilung vor 1635 | König Karl I. (England)                                                                                          | 7.040     | 471 km² (182 sq mi)   | State map highlighting Charles City County   |
| Charlotte County      | 037       | Charlotte Court House   | 1765      | Aus Lunenburg County | Charlotte von Mecklenburg-Strelitz                                                                               | 12.201    | 1.230 km² (475 sq mi) | State map highlighting Charlotte County      |
| Chesterfield County   | 041       | Chesterfield            | 1749      | Aus Henrico County | Philip Stanhope, 4. Earl of Chesterfield, britischer Politiker, Lord of the Bedchamber                           | 335.687   | 1.103 km² (426 sq mi) | State map highlighting Chesterfield County   |
| Clarke County         | 043       | Berryville              | 1836      | Aus Frederick County | George Rogers Clark, General                                                                                     | 14.363    | 458 km² (177 sq mi)   | State map highlighting Clarke County         |
| Craig County          | 045       | New Castle              | 1851      | Aus Botetourt, Roanoke, Giles, und Monroe Countys | Robert Craig, Abgeordneter für Virginia                                                                          | 5.211     | 855 km² (330 sq mi)   | State map highlighting Craig County          |
| Culpeper County       | 047       | Culpeper                | 1749      | Culpeper County wurde 1749 aus Orange County gebildet. | Thomas Colepeper, 2. Baron Colepeper, Gouverneur                                                                 | 49.432    | 987 km² (381 sq mi)   | State map highlighting Culpeper County       |
| Cumberland County     | 049       | Cumberland              | 1749      | Goochland County | William Augustus, Duke of Cumberland                                                                             | 9.719     | 772 km² (298 sq mi)   | State map highlighting Cumberland County     |
| Dickenson County      | 051       | Clintwood               | 1880      | Aus Buchanan, Russell, und Wise Countys | William J. Dickinson, Mitglied des Virginia House of Delegates                                                   | 15.115    | 862 km² (333 sq mi)   | State map highlighting Dickenson County      |
| Dinwiddie County      | 053       | Dinwiddie               | 1752      | Aus Prince George County | Robert Dinwiddie                                                                                                 | 27.852    | 1.305 km² (504 sq mi) | State map highlighting Dinwiddie County      |
| Essex County          | 057       | Tappahannock            | 1692      | Aus dem alten Rappahannock County | englische Grafschaft Essex                                                                                       | 11.130    | 668 km² (258 sq mi)   | State map highlighting Essex County          |
| Fairfax County        | 059       | Fairfax                 | 1742      | Aus Prince William County | Thomas Fairfax, 6. Lord Fairfax of Cameron                                                                       | 1.142.234 | 1.026 km² (396 sq mi) | State map highlighting Fairfax County        |
| Fauquier County       | 061       | Warrenton               | 1759      | Aus Prince William County | Francis Fauquier                                                                                                 | 68.782    | 1.683 km² (650 sq mi) | State map highlighting Fauquier County       |
| Floyd County          | 063       | Floyd                   | 1831      | Aus Montgomery County | John Floyd, Gouverneur                                                                                           | 15.651    | 989 km² (382 sq mi)   | State map highlighting Floyd County          |
| Fluvanna County       | 065       | Palmyra                 | 1777      | Aus Henrico County | Aus dem lateinischen Namen des James River, welcher seinen Namen „Annie's River“ von Königin Anne hat            | 26.235    | 743 km² (287 sq mi)   | State map highlighting Fluvanna County       |
| Franklin County       | 067       | Rocky Mount             | 1786      | Aus Teilen der Bedford und Henry Countys | Benjamin Franklin                                                                                                | 56.264    | 1.792 km² (692 sq mi) | State map highlighting Franklin County       |
| Frederick County      | 069       | Winchester              | 1738      | Aus Orange County | Friedrich Ludwig von Hannover                                                                                    | 83.199    | 1.075 km² (415 sq mi) | State map highlighting Frederick County      |
| Giles County          | 071       | Pearisburg              | 1806      | Aus Montgomery, Monroe, Wythe, und Tazewell Countys | William Branch Giles, Senator                                                                                    | 16.708    | 927 km² (358 sq mi)   | State map highlighting Giles County          |
| Gloucester County     | 073       | Gloucester              | 1651      | Aus York County | Gloucestershire, England                                                                                         | 37.143    | 562 km² (217 sq mi)   | State map highlighting Gloucester County     |
| Goochland County      | 075       | Goochland               | 1728      | Aus Henrico County | William Gooch, Gouverneur von Virginia                                                                           | 22.253    | 736 km² (284 sq mi)   | State map highlighting Goochland County      |
| Grayson County        | 077       | Independence            | 1793      | Aus Wythe County | William Grayson, Senator aus Virginia                                                                            | 16.012    | 1.147 km² (443 sq mi) | State map highlighting Grayson County        |
| Greene County         | 079       | Stanardsville           | 1838      | Aus Orange County | Nathanael Greene, General des Unabhängigkeitskrieges                                                             | 19.162    | 407 km² (157 sq mi)   | State map highlighting Greene County         |
| Greensville County    | 081       | Emporia                 | 1781      | Aus Brunswick County | Richard Grenville, Entdecker                                                                                     | 11.885    | 767 km² (296 sq mi)   | State map highlighting Greensville County    |
| Halifax County        | 083       | Halifax                 | 1752      | Aus Lunenburg County | George Montagu-Dunk, 2. Earl of Halifax, Staatsmann                                                              | 35.125    | 2.108 km² (814 sq mi) | State map highlighting Halifax County        |
| Hanover County        | 085       | Hanover                 | 1721      | Aus einem Teil von New Kent County mit Namen St. Paul's Parish | Kurfürstentum Hannover                                                                                           | 103.227   | 1.225 km² (473 sq mi) | State map highlighting Hanover County        |
| Henrico County        | 087       | Henrico                 | 1617      | Als englische Kolonie errichtet | Henry Frederick, Prince of Wales                                                                                 | 325.155   | 616 km² (238 sq mi)   | State map highlighting Henrico County        |
| Henry County          | 089       | Martinsville            | 1777      | Aus Pittsylvania County, ursprünglich als Patrick Henry County gegründet | Patrick Henry, Gouverneur Virginias und Gründungsvater der USA                                                   | 51.881    | 989 km² (382 sq mi)   | State map highlighting Henry County          |
| Highland County       | 091       | Monterey                | 1847      | Aus Bath und Pendleton Countys | Mountainous topography                                                                                           | 2.214     | 1.077 km² (416 sq mi) | State map highlighting Highland County       |
| Isle of Wight County  | 093       | Isle of Wight           | 1634      | Englische Kolonie, auch Warrosquyoake Shire | Isle of Wight, England                                                                                           | 36.314    | 818 km² (316 sq mi)   | State map highlighting Isle of Wight County  |
| James City County     | 095       | Williamsburg            | 1617      | Englische Kolonie | Jakob (James) I. von England                                                                                     | 73.147    | 370 km² (143 sq mi)   | State map highlighting James City County     |
| King and Queen County | 097       | King and Queen          | 1691      | 1691 aus New Kent County. | Wilhelm III. und Maria II.                                                                                       | 7.158     | 818 km² (316 sq mi)   | State map highlighting King and Queen County |
| King George County    | 099       | King George             | 1721      | Aus Richmond County | Georg I. (Großbritannien)                                                                                        | 25.515    | 466 km² (180 sq mi)   | State map highlighting King George County    |
| King William County   | 101       | King William            | 1702      | King and Queen County. | Wilhelm III. (Oranien)                                                                                           | 16.269    | 712 km² (275 sq mi)   | State map highlighting King William County   |
| Lancaster County      | 103       | Lancaster               | 1651      | 1651 aus Northumberland und York Countys. | Lancaster, United Kingdom                                                                                        | 10.965    | 344 km² (133 sq mi)   | State map highlighting Lancaster County      |
| Lee County            | 105       | Jonesville              | 1793      | Aus Russell County | Light Horse Harry Lee, Gouverneur und General                                                                    | 24.742    | 1.132 km² (437 sq mi) | State map highlighting Lee County            |
| Loudoun County        | 107       | Leesburg                | 1757      | Aus Fairfax County | John Campbell, 4. Earl of Loudoun, Armeeführer im Siebenjährigen Krieg                                           | 375.629   | 1.347 km² (520 sq mi) | State map highlighting Loudoun County        |
| Louisa County         | 109       | Louisa                  | 1742      | Aus Hanover County | Prinzessin Louise                                                                                                | 34.602    | 1.290 km² (498 sq mi) | State map highlighting Louisa County         |
| Lunenburg County      | 111       | Lunenburg               | 1746      | Aus Brunswick County | Herzogtum Lüneburg                                                                                               | 12.299    | 1.119 km² (432 sq mi) | State map highlighting Lunenburg County      |
| Madison County        | 113       | Madison                 | 1793      | Aus Orange County | James Madison, Staatsmann, Verfasser der amerikanischen Verfassung und Präsident                                 | 13.134    | 834 km² (322 sq mi)   | State map highlighting Madison County        |
| Mathews County        | 115       | Mathews                 | 1791      | Aus Gloucester County | Thomas Mathews, General.                                                                                         | 8.862     | 223 km² (86 sq mi)    | State map highlighting Mathews County        |
| Mecklenburg County    | 117       | Boydton                 | 1765      | Aus Lunenburg County | Charlotte von Mecklenburg-Strelitz                                                                               | 31.081    | 1.616 km² (624 sq mi) | State map highlighting Mecklenburg County    |
| Middlesex County      | 119       | Saluda                  | 1673      | Aus Lancaster County | Middlesex, United Kingdom                                                                                        | 10.606    | 337 km² (130 sq mi)   | State map highlighting Middlesex County      |
| Montgomery County     | 121       | Christiansburg          | 1777      | Aus Fincastle County | Richard Montgomery, General im Unabhängigkeitskrieg                                                              | 97.653    | 1.005 km² (388 sq mi) | State map highlighting Montgomery County     |
| Nelson County         | 125       | Lovingston              | 1808      | Aus Amherst County | Thomas Nelson junior, Gouverneur und Unterzeichner der Unabhängigkeitserklärung                                  | 14.785    | 1.222 km² (472 sq mi) | State map highlighting Nelson County         |
| New Kent County       | 127       | New Kent                | 1654      | New Kent County was established in 1654 from York County (Virginia). | englische Grafschaft Kent                                                                                        | 20.392    | 544 km² (210 sq mi)   | State map highlighting New Kent County       |
| Northampton County    | 131       | Eastville               | 1634      | Englische Kolonie, zunächst unter dem Namen Accomac Shire. 1642 umbenannt in Northampton County, dann aufgeteilt. | Northamptonshire, England                                                                                        | 12.155    | 536 km² (207 sq mi)   | State map highlighting Northampton County    |
| Northumberland County | 133       | Heathsville             | 1648      | Während einer starken Expansionsphase von der Virginia General Assembly 1648 errichtet. | englische Grafschaft Northumberland                                                                              | 12.232    | 497 km² (192 sq mi)   | State map highlighting Northumberland County |
| Nottoway County       | 135       | Nottoway                | 1789      | Amelia County | Nodawa tribe | 15.673    | 816 km² (315 sq mi)   | State map highlighting Nottoway County       |
| Orange County         | 137       | Orange                  | 1734      | Durch Siedler aus einem Teil von Spotsylvania County gebildet. | Wilhelm III., bekannt als Wilhelm von Oranien                                                                    | 35.385    | 886 km² (342 sq mi)   | State map highlighting Orange County         |
| Page County           | 139       | Luray                   | 1831      | Aus Shenandoah und Rockingham Countys | John Page, Gouverneur von Virginia                                                                               | 23.726    | 805 km² (311 sq mi)   | State map highlighting Page County           |
| Patrick County        | 141       | Stuart                  | 1791      | Aus Patrick Henry County | Patrick Henry, Gründungsvater                                                                                    | 18.045    | 1.251 km² (483 sq mi) | State map highlighting Patrick County        |
| Pittsylvania County   | 143       | Chatham                 | 1767      | Aus Halifax County | William Pitt | 62.194    | 2.533 km² (978 sq mi) | State map highlighting Pittsylvania County   |
| Powhatan County       | 145       | Powhatan                | 1777      | Aus Cumberland County | Powhatan tribe                                                                                                   | 28.031    | 676 km² (261 sq mi)   | State map highlighting Powhatan County       |
| Prince Edward County  | 147       | Farmville               | 1754      | Aus Amelia County | Edward, Duke of York and Albany, Bruder Georgs III.                                                              | 22.952    | 914 km² (353 sq mi)   | State map highlighting Prince Edward County  |
| Prince George County  | 149       | Prince George           | 1703      | Aus Charles City County | Georg von Dänemark, Gemahl von Königin Anne                                                                      | 37.862    | 689 km² (266 sq mi)   | State map highlighting Prince George County  |
| Prince William County | 153       | Manassas                | 1731      | Aus Stafford und King George Countys | William Augustus, Duke of Cumberland, Sohn Georgs II.                                                            | 451.721   | 875 km² (338 sq mi)   | State map highlighting Prince William County |
| Pulaski County        | 155       | Pulaski                 | 1839      | Aus Montgomery und Wythe Countys | Kazimierz Pulaski, polnischer General                                                                            | 34.332    | 831 km² (321 sq mi)   | State map highlighting Pulaski County        |
| Rappahannock County   | 157       | Washington              | 1833      | Aus Culpeper County. Das ursprüngliche County mit diesem Namen wurde 1692 aufgeteilt und aufgelöst | Rappahannock River                                                                                               | 7.378     | 692 km² (267 sq mi)   | State map highlighting Rappahannock County   |
| Richmond County       | 159       | Warsaw                  | 1692      | Aus dem ursprünglichen Rappahannock County | Charles Lennox, 1. Duke of Richmond, illegitimer Sohn von König Karl II.                                         | 8.908     | 497 km² (192 sq mi)   | State map highlighting Richmond County       |
| Roanoke County        | 161       | Salem                   | 1838      | Aus dem südlichen Teil von Botetourt County | Roanoke River | 94.409    | 650 km² (251 sq mi)   | State map highlighting Roanoke County        |
| Rockbridge County     | 163       | Lexington               | 1778      | Aus Teilen von Augusta und Botetourt Countys | Natural Bridge                                                                                                   | 22.354    | 1.554 km² (600 sq mi) | State map highlighting Rockbridge County     |
| Rockingham County     | 165       | Harrisonburg            | 1778      | Aus Augusta County | Charles Watson-Wentworth, 2. Marquess of Rockingham, britischer Premierminister                                  | 78.593    | 2.204 km² (851 sq mi) | State map highlighting Rockingham County     |
| Russell County        | 167       | Lebanon                 | 1786      | Aus a section of Washington County | William Russell, Staatsmann                                                                                      | 27.891    | 1.230 km² (475 sq mi) | State map highlighting Russell County        |
| Scott County          | 169       | Gate City               | 1814      | Formed from parts of Washington, Lee, und Russell Countys | Winfield Scott, General im Britisch-Amerikanischen Krieg                                                         | 22.126    | 1.391 km² (537 sq mi) | State map highlighting Scott County          |
| Shenandoah County     | 171       | Woodstock               | 1772      | Aus Land, das den Irokesen abgekauft wurde | Shenandoah River                                                                                                 | 43.190    | 1.326 km² (512 sq mi) | State map highlighting Shenandoah County     |
| Smyth County          | 173       | Marion                  | 1832      | Aus Washington und Wythe Countys | Alexander Smyth, Kongressabgeordneter                                                                            | 31.470    | 1.171 km² (452 sq mi) | State map highlighting Smyth County          |
| Southampton County    | 175       | Courtland               | 1749      | Warrosquyoake Shire | Disputed; either Southampton, England or Henry Wriothesley, 3. Earl of Southampton, Gründer der Virginia Company | 18.109    | 1.554 km² (600 sq mi) | State map highlighting Southampton County    |
| Spotsylvania County   | 177       | Spotsylvania Courthouse | 1721      | Essex, King and Queen, und King William Countys. | Alexander Spotswood, colonial lieutenant governor of Virginia                                                    | 130.475   | 1.039 km² (401 sq mi) | State map highlighting Spotsylvania County   |
| Stafford County       | 179       | Stafford                | 1664      | Aus Teilen von Westmoreland County | Stafford, Stadt in England                                                                                       | 142.003   | 699 km² (270 sq mi)   | State map highlighting Stafford County       |
| Surry County          | 181       | Surry                   | 1652      | Aus Teilen von James City County | Surrey, United Kingdom                                                                                           | 6.709     | 723 km² (279 sq mi)   | State map highlighting Surry County          |
| Sussex County         | 183       | Sussex                  | 1754      | Aus Surry County | Sussex, United Kingdom                                                                                           | 11.715    | 1.272 km² (491 sq mi) | State map highlighting Sussex County         |
| Tazewell County       | 185       | Tazewell                | 1800      | Aus Teilen von Wythe und Russell Countys | Henry Tazewell, U.S. Senator aus Virginia                                                                        | 42.899    | 1.347 km² (520 sq mi) | State map highlighting Tazewell County       |
| Warren County         | 187       | Front Royal             | 1836      | Aus Frederick und Shenandoah Countys | Joseph Warren, General des Unabhängigkeitskrieges                                                                | 39.083    | 554 km² (214 sq mi)   | State map highlighting Warren County         |
| Washington County     | 191       | Abingdon                | 1777      | Aus Fincastle County | George Washington, General, Gründungsvater und US-Präsident                                                      | 54.591    | 1.461 km² (564 sq mi) | State map highlighting Washington County     |
| Westmoreland County   | 193       | Montross                | 1653      | Aus Northumberland County | Westmoreland, United Kingdom                                                                                     | 17.629    | 593 km² (229 sq mi)   | State map highlighting Westmoreland County   |
| Wise County           | 195       | Wise                    | 1856      | Aus Lee, Scott, und Russell Countys | Henry Alexander Wise, Gouverneur                                                                                 | 39.718    | 1.044 km² (403 sq mi) | State map highlighting Wise County           |
| Wythe County          | 197       | Wytheville              | 1790      | Aus Montgomery County | George Wythe, Rechtsgelehrter                                                                                    | 29.119    | 1.199 km² (463 sq mi) | State map highlighting Wythe County          |
| York County           | 199       | Yorktown                | 1634      | Als englische Kolonie errichtet, ursprünglich als Charles River Shire. | James Stuart, Duke of York, späterer König von England                                                           | 67.837    | 275 km² (106 sq mi)   | State map highlighting York County           |

## Independent Cities (unabhängige Städte)
| City             | FIPS-Code | Seat | Established | Origin | Etymology | EW-Zahl | Fläche                | Karte                                   |
| ---------------- | --------- | ---- | ----------- | --- | --- | ------- | --------------------- | --------------------------------------- |
| Alexandria       | 510       | N/A  | 1902        | Aus Alexandria County vor 1870                                                                                    | Phillip & John Alexander, brothers und area plantation owners                                                      | 147.391 | 39 km² (15 sq mi)     | State map highlighting Alexandria       |
| Bristol          | 520       | N/A  | 1902        | Aus Washington County in 1890                                                                                     | Bristol, England                                                                                                   | 17.367  | 31 km² (12 sq mi)     | State map highlighting Bristol          |
| Buena Vista      | 530       | N/A  | 1902        | 1892 aus Rockbridge County                                                                                        | Buena Vista Company, die eine Mine in dem Gebiet errichtete, mit einer Siedlung für die Arbeiter                   | 6.349   | 18 km² (7 sq mi)      | State map highlighting Buena Vista      |
| Charlottesville  | 540       | N/A  | 1902        | 1888 aus Albemarle County                                                                                         | Charlotte von Mecklenburg-Strelitz                                                                                 | 45.049  | 26 km² (10 sq mi)     | State map highlighting Charlottesville  |
| Chesapeake       | 550       | N/A  | 1963        | Zusammengeführt aus den abgegangenen Norfolk County South Norfolk                                                 | Stamm der Chesapeake                                                                                               | 222.209 | 883 km² (341 sq mi)   | State map highlighting Chesapeake       |
| Colonial Heights | 570       | N/A  | 1948        | Aus Chesterfield County                                                                                           | Marie-Joseph Motier, Marquis de La Fayettes Truppen, genannt „Colonials“ errichteten Artillerie gegen Petersburg   | 16.897  | 21 km² (8 sq mi)      | State map highlighting Colonial Heights |
| Covington        | 580       | N/A  | 1952        | Aus Alleghany County                                                                                              | Leonard Covington, Kriegsheld, Politiker von Maryland                                                              | 6.303   | 10 km² (4 sq mi)      | State map highlighting Covington        |
| Danville         | 590       | N/A  | 1902        | Aus Pittsylvania County vor 1870                                                                                  | Dan River | 48.411  | 111 km² (43 sq mi)    | State map highlighting Danville         |
| Emporia          | 595       | N/A  | 1967        | Aus Greensville County                                                                                            | Emporia (Kansas)                                                                                                   | 5.665   | 18 km² (7 sq mi)      | State map highlighting Emporia          |
| Fairfax          | 600       | N/A  | 1961        | Aus Fairfax County                                                                                                | Thomas Fairfax, 6th Lord Fairfax of Cameron, britischer Adliger                                                    | 21.498  | 16 km² (6 sq mi)      | State map highlighting Fairfax          |
| Falls Church     | 610       | N/A  | 1948        | Aus Fairfax County                                                                                                | The Falls Church                                                                                                   | 12.332  | 5 km² (2,1 sq mi)     | State map highlighting Falls Church     |
| Franklin         | 620       | N/A  | 1961        | Aus Southampton County                                                                                            | Benjamin Franklin                                                                                                  | 8.346   | 21 km² (8 sq mi)      | State map highlighting Franklin         |
| Fredericksburg   | 630       | N/A  | 1902        | Aus Spotsylvania County vor 1870                                                                                  | Friedrich Ludwig von Hannover                                                                                      | 24.286  | 26 km² (10 sq mi)     | State map highlighting Fredericksburg   |
| Galax            | 640       | N/A  | 1952        | Aus Grayson County und Carroll County                                                                             | Galax | 6.837   | 21 km² (8 sq mi)      | State map highlighting Galax            |
| Hampton          | 650       | N/A  | 1908        | Gegründet 1610. Die Stadt entstand aus Elizabeth City County und City of Hampton im Jahr 1952                     | Umstritten; either Southampton, England or Henry Wriothesley, 3. Earl of Southampton, Gründer der Virginia Company | 146.437 | 135 km² (52 sq mi)    | State map highlighting Hampton          |
| Harrisonburg     | 660       | N/A  | 1916        | Aus Rockingham County im Jahr 1916                                                                                | Thomas Harrison, Siedler                                                                                           | 40.468  | 47 km² (18 sq mi)     | State map highlighting Harrisonburg     |
| Hopewell         | 670       | N/A  | 1916        | Aus Prince George County in 1916                                                                                  | The Hopewell, einem Schiff, das frühe Siedler nach Virginia brachte                                                | 22.354  | 26 km² (10 sq mi)     | State map highlighting Hopewell         |
| Lexington        | 678       | N/A  | 1966        | Aus Rockbridge County                                                                                             | Battle of Lexington                                                                                                | 6.867   | 6 km² (2,5 sq mi)     | State map highlighting Lexington        |
| Lynchburg        | 680       | N/A  | 1902        | Aus Campbell County vor 1870                                                                                      | John Lynch, Fährschiffer und Erbauer der ersten Brücke über den James River                                        | 65.269  | 127 km² (49 sq mi)    | State map highlighting Lynchburg        |
| Manassas         | 683       | N/A  | 1975        | Aus Prince William County                                                                                         | Manassas Gap Railroad                                                                                              | 40.605  | 26 km² (10 sq mi)     | State map highlighting Manassas         |
| Manassas Park    | 685       | N/A  | 1975        | Aus Prince William County                                                                                         | Manassas Gap Railroad und Manassas National Battlefield Park                                                       | 14.273  | 6 km² (2,5 sq mi)     | State map highlighting Manassas Park    |
| Martinsville     | 690       | N/A  | 1928        | Aus Henry County                                                                                                  | Joseph Martin, General                                                                                             | 15.416  | 28 km² (11 sq mi)     | State map highlighting Martinsville     |
| Newport News     | 700       | N/A  | 1902        | Aus Warwick County im Jahr 1896                                                                                   | Unsicher | 180.726 | 176 km² (68 sq mi)    | State map highlighting Newport News     |
| Norfolk          | 710       | N/A  | 1845        | Gegründet 1682. 1845 aus Norfolk County (abgegangen) als Stadt hervorgegangen.                                    | Norfolk, England                                                                                                   | 245.782 | 140 km² (54 sq mi)    | State map highlighting Norfolk          |
| Norton           | 720       | N/A  | 1954        | Aus Wise County                                                                                                   | Eckstein Norton, Präsident der Louisville and Nashville Railroad                                                   | 3.904   | 18 km² (7 sq mi)      | State map highlighting Norton           |
| Petersburg       | 730       | N/A  | 1902        | Aus Prince George County vor 1870                                                                                 | Peter Jones, früher Siedler und Händler                                                                            | 33.740  | 60 km² (23 sq mi)     | State map highlighting Petersburg       |
| Poquoson         | 735       | N/A  | 1975        | Aus York County                                                                                                   | Ausdruck der Algonquin für „grosser Sumpf“, „flaches Land“                                                         | 11.566  | 41 km² (16 sq mi)     | State map highlighting Poquoson         |
| Portsmouth       | 740       | N/A  | 1858        | Gegründet 1752. Als Stadt 1858 aus Norfolk County hervorgegangen.                                                 | Portsmouth, England                                                                                                | 96.470  | 85 km² (33 sq mi)     | State map highlighting Portsmouth       |
| Radford          | 750       | N/A  | 1902        | Aus Montgomery County in 1892                                                                                     | Dr. John Blair Radford, Landeigentümer                                                                             | 15.859  | 26 km² (10 sq mi)     | State map highlighting Radford          |
| Richmond         | 760       | N/A  | 1902        | Aus Henrico County vor 1870                                                                                       | Richmond, Surrey, England                                                                                          | 210.309 | 155 km² (60 sq mi)    | State map highlighting Richmond         |
| Roanoke          | 770       | N/A  | 1902        | Aus Roanoke County in 1884                                                                                        | Roanoke River | 94.911  | 111 km² (43 sq mi)    | State map highlighting Roanoke          |
| Salem            | 775       | N/A  | 1968        | Aus Roanoke County                                                                                                | Salem (New Jersey), Heimat des Stadtgründers William Bryan                                                         | 24.747  | 39 km² (15 sq mi)     | State map highlighting Salem            |
| Staunton         | 790       | N/A  | 1902        | Aus Augusta County before 1870                                                                                    | Lady Rebecca Staunton, Frau von William Gooch                                                                      | 23.853  | 52 km² (20 sq mi)     | State map highlighting Staunton         |
| Suffolk          | 800       | N/A  | 1910        | Gegründet 1742. Als Stadt 1910 aus dem aufgelösten Nansemond County errichtet                                     | Suffolk | 63.677  | 1.036 km² (400 sq mi) | State map highlighting Suffolk          |
| Virginia Beach   | 810       | N/A  | 1963        | 1906 um die bestehende Gemeinschaft in Seatack errichtet. Als Stadt verselbständigt 1963 aus Princess Anne County | Die Stadt liegt an der Küste                                                                                       | 447.021 | 642 km² (248 sq mi)   | State map highlighting Virginia Beach   |
| Waynesboro       | 820       | N/A  | 1948        | Aus Augusta County                                                                                                | Anthony Wayne, General im Unabhängigkeitskrieg                                                                     | 19.520  | 36 km² (14 sq mi)     | State map highlighting Waynesboro       |
| Williamsburg     | 830       | N/A  | 1902        | Aus James City County                                                                                             | Wilhelm III. (Oranien)                                                                                             | 14.068  | 23 km² (9 sq mi)      | State map highlighting Williamsburg     |
| Winchester       | 840       | N/A  | 1902        | Aus Frederick County im Jahr 1874                                                                                 | Winchester, England                                                                                                | 23.585  | 23 km² (9 sq mi)      | State map highlighting Winchester       |